# Tuřany (okres Kladno)
Tuřany (Duits: Turene of Turschan) is een Tsjechische gemeente in de regio Midden-Bohemen en maakt deel uit van het district Kladno. Het dorp ligt op 12 km afstand van de stad Kladno en op 5 km afstand van Slaný.
Tuřany telt 704 inwoners (2023).

## Geografie
De gemeente Tuřany bestand uit de volgende plaatsen:
- Tuřany;
- Byseň.

## Geschiedenis
De eerste schriftelijke vermelding van het dorp dateert van 1115. In 1352 werd voor het eerst melding gemaakt van een kerk.
Sinds 1960 is Tuřany een zelfstandige gemeente binnen het district Kladno.

## Voorzieningen
Er is een school in het dorp.

## Verkeer en vervoer

### Autowegen
Weg I/16 loopt door de gemeente en verbindt Tuřany met Byseň, Řevničov, Slaný en Mělník.

### Spoorlijnen
Er is geen spoorlijn of station op het grondgebied van de gemeente. Het dichtstbijzijnde station is Slaný op 4 km afstand. Dat station ligt aan spoorlijn 110 Kralupy nad Vltavou - Louny.

### Buslijnen
Er zijn vier bushaltes in Tuřany:
| Halte                | Lijn    | Route                            | Vervoerder |
| -------------------- | ------- | -------------------------------- | ---------- |
| Tuřany               | 580 587 | Slaný - Rakovník Libušín - Slaný | ČSAD Slaný |
| Tuřany, Byseň        | 587     | Libušín - Slaný                  | ČSAD Slaný |
| Tuřany, u Školy      | 580 587 | Slaný - Rakovník Libušín - Slaný | ČSAD Slaný |
| Tuřany, Byseň, rozc. | 580     | Slaný - Rakovník                 | ČSAD Slaný |

## Bezienswaardigheden
- Maria-Hemelvaartkerk met kerkhof, een gotische kerk uit de 14e eeuw, herbouwd in barokstijl, met sacristie uit 1903, rococo altaar en kerkbanken uit het midden van de 18e eeuw;
- Houten klokkentoren uit 1717 naast de kerk;
- Stenen mijlpaal bij de dorpsgrens aan de weg richting Slaný;
- Barokke kapel bij de onverharde weg naar Studeněves.

## Galerij

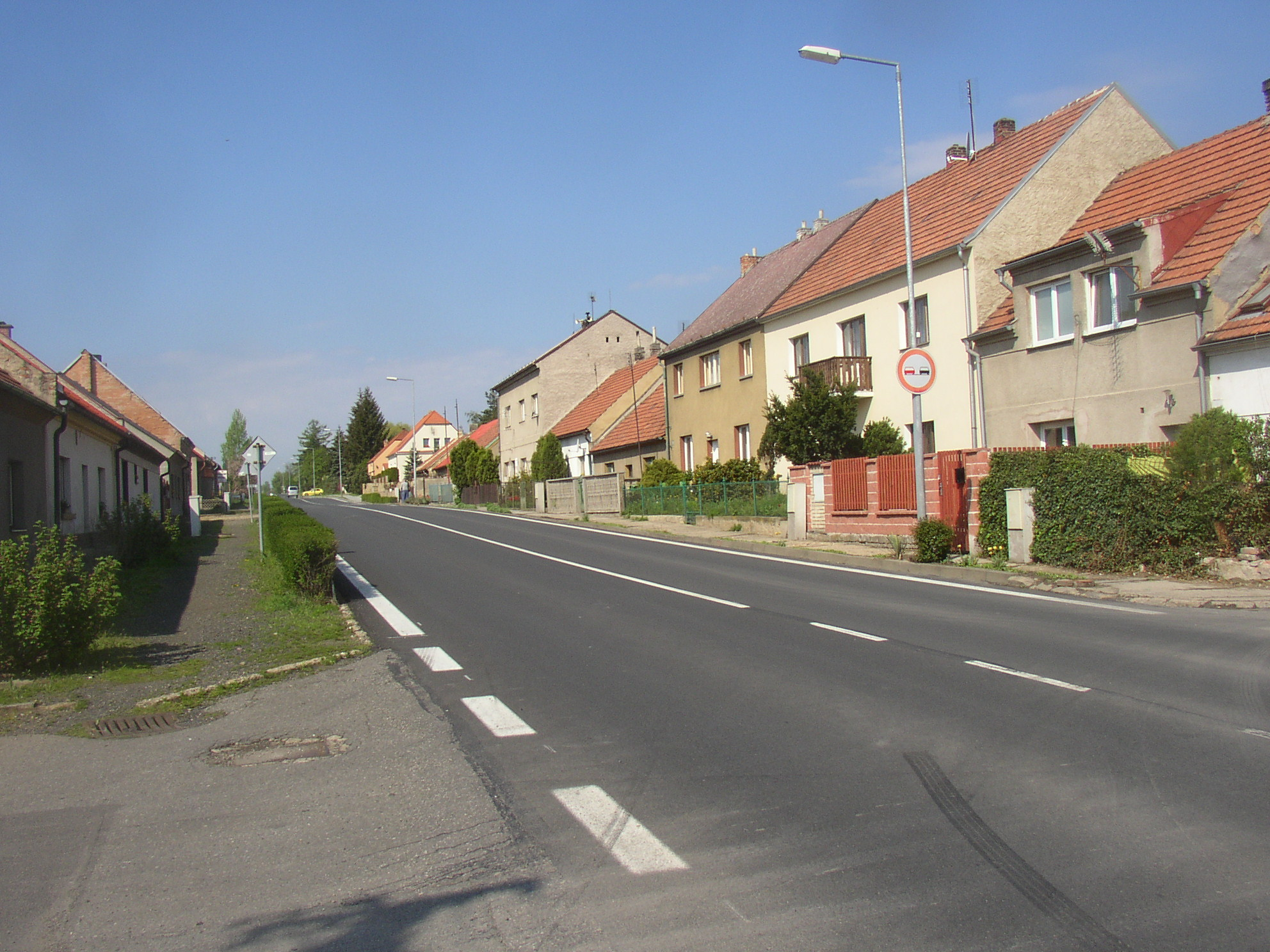
Hoofdweg door het dorp (1)
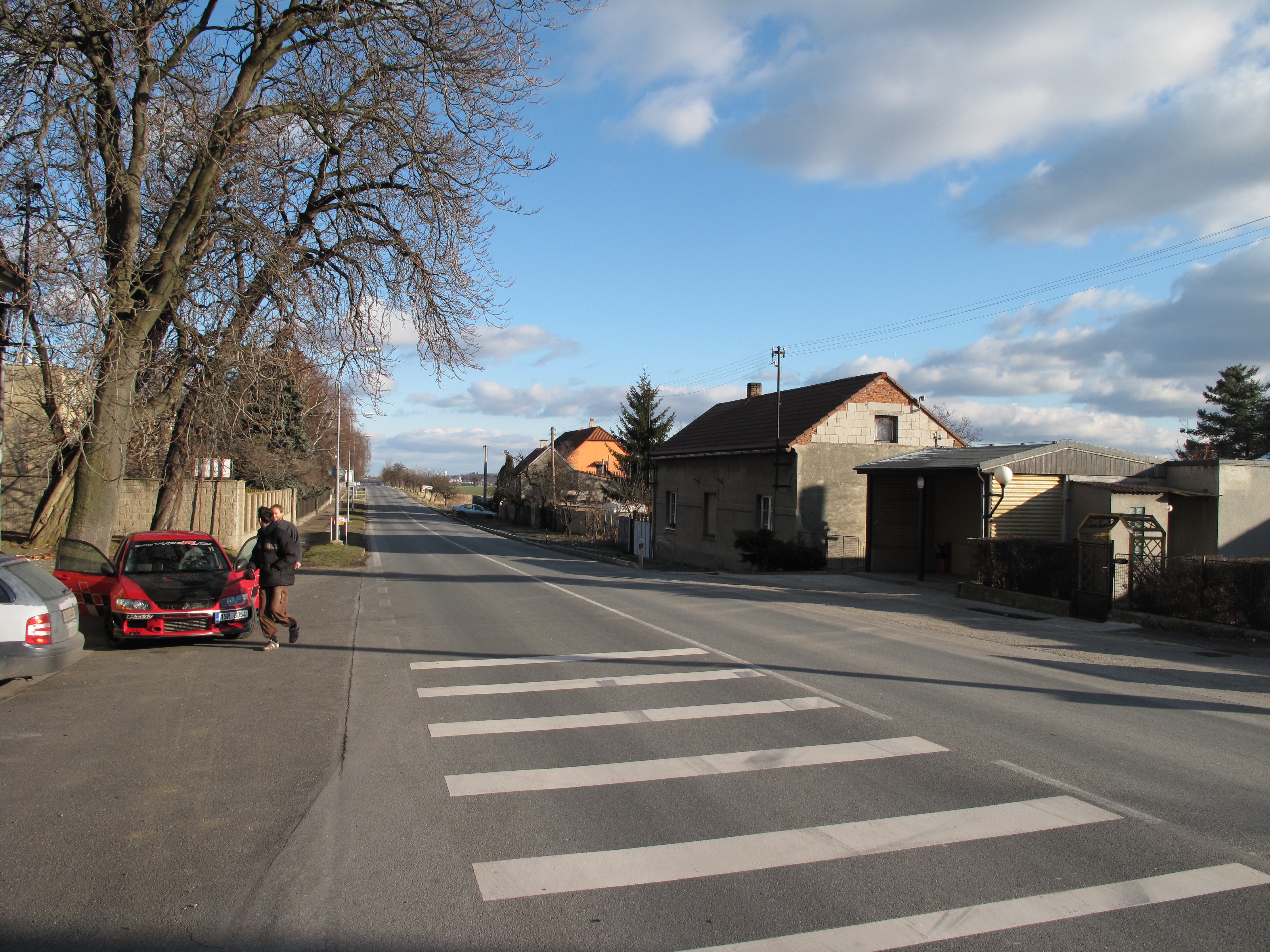
Hoofdweg door het dorp (2)
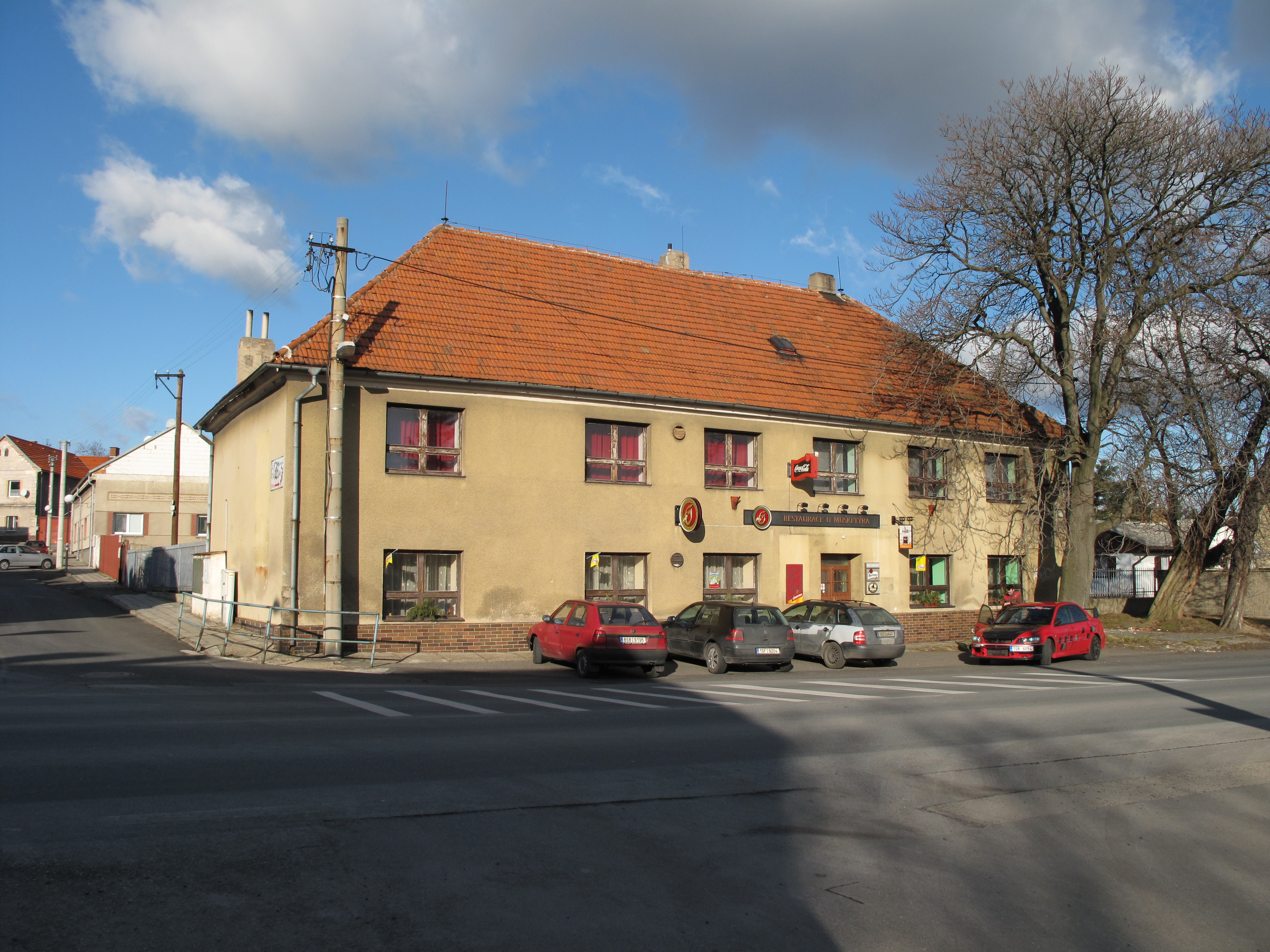
Dorpscafé
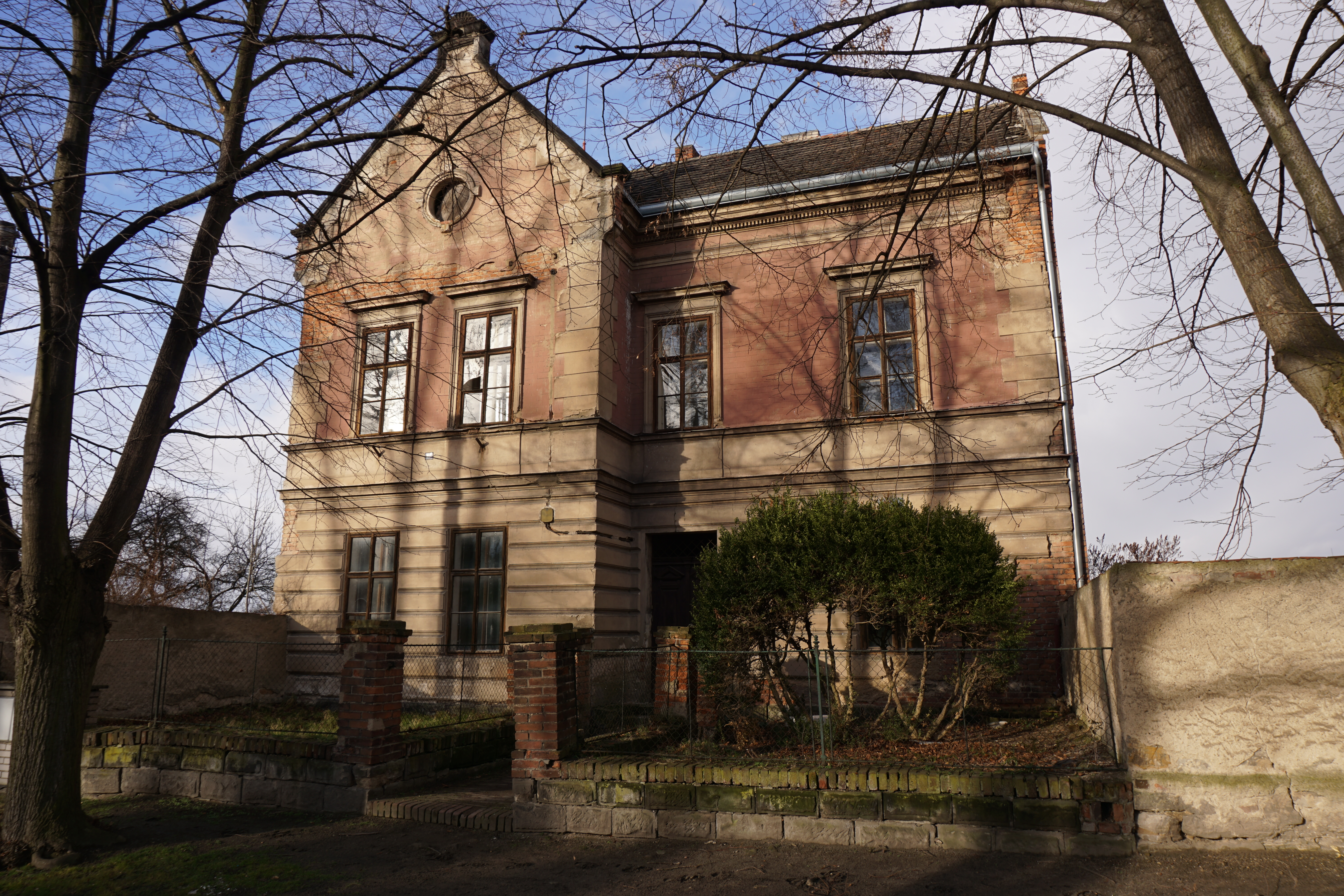
Villa in het dorp (nr. 15)
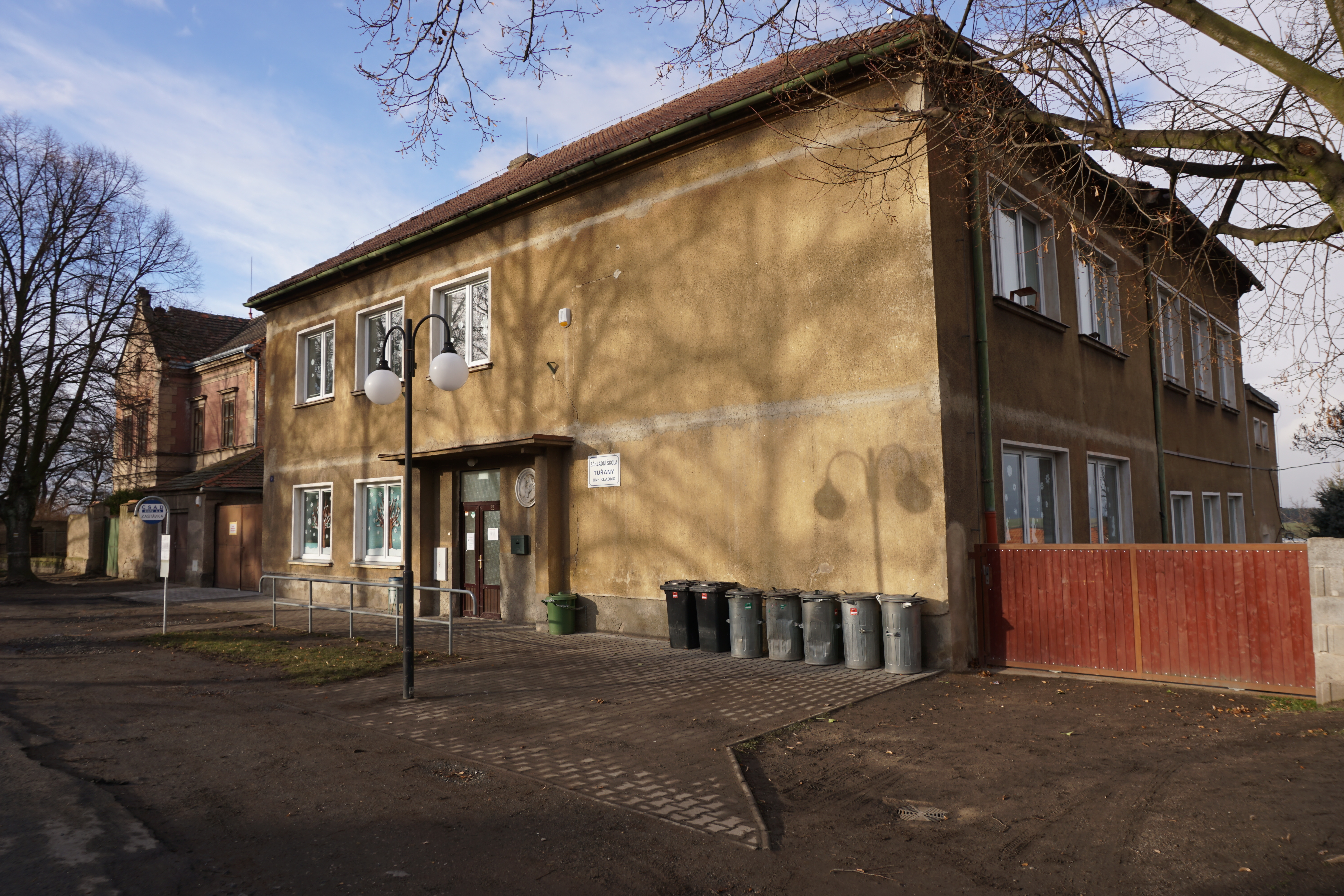
Dorpsschool